# Guarda Nacional do Alasca
A Guarda Nacional do Alasca é o componente do estado do Alasca da Guarda Nacional dos Estados Unidos da América e compreende o Alaska Army National Guard e o Alaska Air National Guard. O contingente atual é de  1972 homens no exército e 2309 nas forças aéreas. É um componente do Alaska Department of Military and Veterans' Affairs.